# CocoRosie
CocoRosie é um grupo musical formado em 2003 pelas irmãs Bianca Leilani Casady ("Coco") e Sierra Rose Casady ("Rosie"). As irmãs nasceram e foram criadas nos Estados Unidos da América, mas formaram a banda em Paris após terem se reencontrado depois de muitos anos. O seu estilo musical foi nomeado "Freak folk" e incorpora elementos de pop, blues, ópera, indie, electro, dream pop e hip hop.
CocoRosie era originalmente um duo, em que Sierra cantava, tocava guitarra, piano e harpa, e Bianca cantava e manipulava brinquedos, instrumentos electrónicos, percussões e outros objetos sonoros exóticos. Posteriormente adicionaram vários músicos de apoio nos espetáculos ao vivo, geralmente um baixista, um teclista e um beatboxer. É um grupo muito ativo em turnês, tendo tocado em toda a Europa, Estados Unidos da América e outros países.

## Biografia
Sierra nasceu em Fort Dodge, Iowa, e Bianca, no Havaí. Quando Sierra tinha 5 anos e Bianca 3, os seus pais separaram-se. Foram criadas pela sua mãe, Christina Chalmers, uma artista e vocalista de música nativa americana de ascendência Síria que cresceu no Iowa. Mudavam-se todos os anos para novas cidades, tendo vivido no Havaí, Califórnia, Novo México e Arizona, porque a sua mãe acreditava que as suas filhas aprenderiam mais vivenciando o mundo real do que frequentando a escola. A mãe alcunhou-as de "Coco" (Bianca) e "Rosie" (Sierra), nomes que posteriormente utilizaram para dar o nome ao seu duo.
As irmãs Casady viveram afastadas do seu pai, um fazendeiro do Iowa que se tornou seguidor das religiões nativas americanas. Quando crianças, as irmãs passavam o verão com o pai visitando as reservas indígenas e participando das experiências espirituais dele. Naquela altura, não apreciaram tais experiências, mas hoje afirmam ter tirado delas algumas coisas de interesse.
Em 1998, com 18 anos, Sierra foi viver em Nova York. Dois anos depois, mudou-se para um apartamento minúsculo em Montmartre, em Paris, França, para exercer uma carreira como uma cantora de ópera, estudando na Conservatório de Paris. Durante este período, Sierra perdeu o contacto com Bianca, que passou a morar em Nova York. Bianca estudou linguística e sociologia, e prosseguiu a sua paixão de artes visuais e escrita. Ela também fez uma variedade de tatuagens, e era conhecida por frequentar festas controversas em Williamsburg, Brooklyn.

### Álbum de estreia
Em 2003, Bianca decidiu que era hora de mudar. Deixou o seu apartamento em Brooklyn para viajar pelo mundo. Inesperadamente, apareceu no apartamento de Sierra em Paris. Nos dois meses seguintes, passou quase todas as horas em que estava acordada na casa de banho de Sierra, escolhendo-a por ser o local mais acústico e isolado no apartamento. Rapidamente, completaram seu primeiro álbum La Maison de Mon Rêve.
Originalmente, o álbum La Maison de Mon Rêve destinava-se apenas a ser distribuído entre um círculo íntimo de amigos. No entanto, em 2004, o álbum foi lançado pela gravadora independente Touch and Go Records, que havia obtido uma cópia do CD e que procurou desesperadamente as artistas para que assinassem um contrato com ela. Desde a criação do seu primeiro álbum, as irmãs Casady tornaram-se praticamente inseparáveis.
Em 2004 fizeram vários concertos pelos EUA e Europa, onde tocaram com TV On The Radio, Bright Eyes (canção de Blind Guardian) e Devendra Banhart, entre outros.

## Membros
- Sierra Rose Casady - harpa, guitarra, voz
- Bianca Leilani Casady - voz, complementa a música com flautas doces e brinquedos que emitem sons.

## Discografia
- La Maison de Mon Rêve, 2004  (Touch and Go/Quarterstick Records)
- Beautiful Boyz, 2004 (Touch and Go/Quarterstick Records)
- Noah's Ark, 2005 (Touch and Go/Quarterstick Records)
- The Adventures Of Ghosthorse And Stillborn, 2007 (Touch and Go Records)
- God Has a Voice, She Speaks Through Me, 2008 (Touch and Go Records)
- Coconuts, Plenty of Junk Food, 2009
- Grey Oceans, 2010
- Tales of a Grass Widow (City Slang, 2013)